# Roupa Nova
Roupa Nova é uma banda brasileira de soft rock fundada no Rio de Janeiro em 1980, formada atualmente pelos músicos Cleberson Horsth (teclados e voz de apoio), Ricardo Feghali (teclados e voz de apoio), Kiko (guitarra e voz de apoio), Nando (baixo e voz de apoio), Serginho Herval (bateria e voz principal) e Fábio Nestares (voz principal e percussão).
As origens do Roupa Nova remontam ao grupo Os Famks, uma banda formada em 1967 para animar festas e bailes cariocas. Embora nenhum dos futuros integrantes do Roupa Nova tenha participado da criação Os Famks, foi nesse grupo carioca de baile que eles foram se reunindo, um a um, na primeira metade da década de 1970, até formarem o sexteto que seria o embrião do Roupa Nova. Ainda sob o nome Os Famks, eles lançaram dois álbuns de estúdio com composições influenciadas pelo rock internacional da época e também gravaram, sob o pseudônimo Os Motokas, diversos LPs com versões covers de sucessos daquela época. A grande mudança na trajetória do grupo ocorreu na virada para a década de 1980, quando o grupo conseguiu um contrato com a gravadora Polygram. Decididos a investirem em um trabalho mais autoral, o grupo foi rebatizado para Roupa Nova, nome de uma canção então inédita de Milton Nascimento e Fernando Brant que, gravada pelo sexteto naquele ano, iniciou uma das carreiras mais bem-sucedidas do pop brasileiro.
Com uma liberdade artística considerável, o Roupa Nova investiu em uma sonoridade pop rock marcadamente sofisticada, comercial e repleta de harmonias vocais, às vezes comparáveis ao formato de rádio AORs de bandas como Toto. Embora desagradasse parte da crítica musical brasileira, o sexteto carioca alcançou significativo sucesso no mercado fonográfico do Brasil ao longo de quase quatro décadas de carreira, com a gravação de 19 álbuns de estúdio e 5 álbuns ao vivo que somados venderam mais de 20 milhões de cópias no país. Discos como Roupa Nova (1985) e Herança (1987) superaram a marca de 1 milhões de cópias vendidas e se tornaram dois dos LPs mais vendidos da música brasileira daquele período. Diversas canções do grupo integraram trilhas sonoras nas telenovelas brasileiras e se tornaram grandes êxitos comerciais como “Anjo”, em “Guerra dos Sexos” (1983), “Dona”, em “Roque Santeiro” (1985), e “Whisky A-Go-Go”, em “Um Sonho a Mais” (também em 1985). Mesmo com o sucesso próprio, o Roupa Nova seguiu como banda de estúdio requisitada em gravações em discos de estrelas da MPB como Gal Costa, Zizi Possi, Milton Nascimento, entre outros, graças à reputação profissional. Também participaram, ainda que não fossem creditados como músicos, de discos de bandas de rock brasileiro nascentes na primeira metade dos anos 1980. Também sob encomenda, o grupo gravou composições como o "Tema da Vitória", tocada nas transmissões de Fórmula 1 da Rede Globo, e o tema original do festival Rock in Rio.
Após o auge nos anos 1980, o Roupa Nova amargou um período de menor visibilidade midiática a partir de meados da década de 1990, embora o grupo mantivesse bastante ativa sua agenda de apresentações ao vivo. Com o lançamento do álbum e do show Roupacústico (2004), a banda recuperou o caminho do sucesso comercial. O álbum Roupa Nova em Londres (2009), gravado no Abbey Road Studios em Londres, venceu o Grammy Latino na categoria Melhor Álbum Pop Contemporâneo Brasileiro. É a banda brasileira com maior tempo de longevidade a não ter interrompido as atividades ou mudado a formação original durante 40 anos. Contudo, em dezembro de 2020, devido ao falecimento do vocalista Paulinho, o grupo foi forçado a mexer, pela primeira vez em 40 anos de carreira, na sua formação. Assim, Fábio Nestares, que eventualmente substituía Paulinho em alguns shows de turnê, passou a ser integrante fixo da banda em 2021.

## História

### 1980–89: Origem e primeiros lançamentos
A banda surgiu em agosto de 1980, devido a mudanças ocorridas após 1978 no grupo chamado Os Famks, composta por Paulinho (percussão e vocal principal), Serginho Herval (bateria e vocal principal), Nando (baixo e vocal de apoio), Kiko (guitarra e vocal de apoio), Cleberson Horsth (teclados e vocal de apoio) e Ricardo Feghali (piano, teclados e vocal de apoio). Neste mesmo ano, o Roupa Nova defendeu a canção "No Colo D'el Rey" no festival MPB Shell, gravando logo em seguida o primeiro álbum que já emplacou nas rádios grandes sucessos como Canção de Verão, Bem Simples, Sapato Velho e Roupa Nova, canção de Milton Nascimento e Fernando Brant que deu origem ao nome do grupo desde então.
Em 1982, a banda se consagra no cenário nacional com o lançamento do segundo disco da carreira, que trazia clássicos como Clarear, tema da novela Jogo da Vida, da Rede Globo, Lumiar, Vira de Lado, Vôo Livre e Simplesmente que entrou para a trilha sonora da novela Paraíso. No mesmo disco estava a canção Estado de Graça, incluída na trilha sonora nacional da novela Campeão, da TV Bandeirantes. O álbum seguinte, lançado em 1983, impulsionou a carreira do Roupa Nova com o sucesso nacional da canção Anjo, trilha sonora da novela Guerra dos Sexos, da TV Globo, ficando entre as dez canções mais tocadas nas rádios de todo o Brasil naquele ano. Do mesmo disco, o Roupa Nova ainda emplacou a balada Sensual, que se tornou trilha sonora da novela Voltei Pra Você, da Rede Globo, e O Direito de Nascer, do SBT, e ainda os hits Boa Viagem, Tudo Desarrumado e Fora do Ar.
Em 1984, o Roupa Nova se mantêm nas paradas de sucesso com o lançamento do quarto álbum da carreira, que trazia entre outras, os hits Whisky a Go Go, Chuva de Prata, Tímida, Não Dá e Com Você Faz Sentido. No mesmo ano, o Roupa Nova grava um dueto com Gal Costa na música Chuva de Prata, obtendo sucesso nas rádios de todo o Brasil e cuja versão se tornaria tema da novela Um Sonho a Mais, da Rede Globo, exibida no ano seguinte. O hit Whisky a Go Go, inclusive foi tema de abertura da trama, o que comprovou o sucesso do grupo em trilhas sonoras. No ano seguinte, 1985, o Roupa Nova viria a lançar aquele que seria o seu álbum mais bem sucedido, trazendo vários de seus grandes sucessos, tais como Dona, Seguindo no trem azul, Linda Demais, Sonho, Corações Psicodélicos e Show de rock'n roll. O álbum alcançou a marca de 2,2 milhões de discos vendidos, conquistando discos de ouro, platina, duplo de platina e alavancando de vez a carreira da banda, que a cada ano vinha se tornando mais popular.
Em 1986, o hit Um Sonho A Dois, composição de Michael Sullivan e Paulo Massadas ganha as rádios de todo o Brasil nas vozes da cantora Joanna e do grupo Roupa Nova, se tornando tema da novela Corpo Santo, da Rede Manchete, no ano seguinte. O sexto álbum da banda, Herança, viria a ser lançado em 1987, e novamente um grande sucesso de vendas, ultrapassando a marca de um milhão de cópias vendidas. Hits como Volta Pra Mim, A Força do Amor, Cristina e De Volta Pro Futuro tomaram conta das rádios de todo o Brasil e o Roupa Nova marcou presença nos principais programas de TV da época. Do mesmo álbum, a canção Um Lugar no Mundo foi tema de abertura da novela Corpo Santo, da Rede Manchete. Também se destacam as canções Sexo Frágil, tema do filme homônimo, Um Toque, tema do filme Romance da Empregada e a faixa título, Herança, cantada em dueto com Fagner. Em 1988, chega ao mercado o sétimo álbum da banda, intitulado Luz, sucesso de vendas embalado por grandes hits como Meu Universo É Você e Vício, que dominaram as paradas de sucesso e os programas de auditório. Este disco, assim como o anterior, é composto por canções autorais que contribuíram para solidificar a carreira e a personalidade da banda, merecendo destaque também as canções Filhos, em dueto com Trem da Alegria, Romântico Demais e Chama, que entrou para a trilha sonora da novela Que Rei Sou Eu, da Rede Globo. Em 1989, em dueto com José Augusto, o Roupa Nova grava Eu e Você, trilha sonora da novela Tieta, da Rede Globo.

### 1990–99:Frente e Versose reconhecimento
Abrindo a década de 90, o Roupa Nova permanece nas paradas de sucesso com o bem sucedido Frente e Versos de 1990, impulsionado pelo mega hit Coração Pirata, tema da novela Rainha da Sucata, da Rede Globo, e trazendo a aclamada versão a capela de Yesterday, dos Beatles. No mesmo disco, estavam também canções de sucesso como Amo Em Silêncio, Cartas, Asas do Prazer, Mistérios e até mesmo uma parceria internacional com o grupo The Commodores em Esse Tal de Repi Enroll que entrou na trilha sonora nacional da novela Meu Bem Meu Mal, da Rede Globo. No ano seguinte, 1991, o grupo lança o seu primeiro álbum ao vivo, Roupa Nova Ao Vivo, trazendo os grandes singles lançados nos primeiros dez anos de carreira da banda em versões ao vivo como, Lumiar, Roupa Nova, Anjo, Sapato Velho, Clarear, Linda Demais, Volta Pra Mim, A Força do Amor, Chama, Seguindo no Trem Azul, Show de Rock'n Roll, Coração Pirata e Whisky à Go-Go, além da regravação de Todo Azul do Mar e a inclusão de duas canções inéditas que se tornaram grandes hits, Felicidade e Começo, Meio e Fim, ambas temas da telenovela Felicidade, da Rede Globo, embalando a abertura e o casal principal formado por Tony Ramos e Maitê Proença respectivamente.
No mesmo ano, o Roupa Nova, que gravou o tema original do Rock In Rio em 1985, foi escalado pela primeira vez para subir ao palco do festival, onde desfilou com seus maiores sucessos para uma grande multidão de pessoas, tendo como convidado especial o cantor e compositor mineiro Beto Guedes, com o qual gravaram um dueto na canção Todo Azul do Mar para o álbum Cais, de Ronaldo Bastos, também lançado em 1991. Em 1992, o álbum The Best En Español foi lançado no mercado latino e nos Estados Unidos, reunindo 13 grandes hits da banda traduzidas para o idioma espanhol, com destaque para a canção Zapato Viejo, versão para o clássico Sapato Velho lançada no primeiro álbum da banda em 1981 e que desta vez contou com solo vocal de todos os seis integrantes do Roupa Nova.
O grupo também emplacaria a canção Ser Mais Feliz, gravada com exclusividade para a trilha sonora da telenovela Despedida de Solteiro, da Rede Globo, tema da personagem Bianca, vivida pela atriz Rita Guedes. Em 1993, a banda lança o seu décimo primeiro álbum, intitulado De Volta ao Começo, com releituras de clássicos da música brasileira gravados originalmente por artistas como Gonzaguinha, Roberto Carlos, Os Paralamas do Sucesso, Os Mutantes, O Terço, Taiguara, Sérgio Sampaio e Milton Nascimento, entre outros, com destaque para as canções De Volta ao Começo, tema da telenovela Renascer, da Rede Globo, Ando Meio Desligado, tema da telenovela Sonho Meu, também da Rede Globo, Universo no Teu Corpo, Meu Erro e Maria Maria que anos mais tarde, em 2007, também se tornaria tema de novela, desta vez na Rede Record, fazendo parte da trilha sonora de Caminhos do Coração.
Logo no ano seguinte, o Roupa Nova lança mais um trabalho bem sucedido, o álbum Vida Vida, e graças à popularidade da canção A Viagem que se tornou tema de abertura da telenovela de mesmo nome na Rede Globo, a banda se manteve por meses nas paradas de sucesso e com presença constante nos principais programas de TV. Do mesmo disco, merece destaque a canção Os Corações Não São Iguais, outro sucesso radiofônico e que após a gravação original do Roupa Nova já ganhou versões com artistas como Marcos e Belutti e Bonde do Forró, além dos hits Louca Paixão e Coração Aberto. Em 1995, foi lançada a coletânea Novela Hits, reunindo alguns hits marcantes que o Roupa Nova emplacou nas telenovelas brasileiras, incluindo a inédita Ibiza Dance, canção instrumental que foi tema de abertura da telenovela Explode Coração, da Rede Globo, que no mesmo álbum ainda aparece em uma versão remix produzida pelo DJ Memê, versão esta que também foi incluída na trilha sonora da mesma novela.
São os atuais recordistas em trilhas sonoras de novelas, com mais de 30 músicas. Além delas, "Videogame" se tornou a trilha sonora do Jornal da Manchete, da extinta Rede Manchete. Os temas mais famosos são "Canção de Verão", da novela As Três Marias de 1980, "Bem Simples", da novela O Amor É Nosso de 1981, "Anjo", da novela Guerra dos Sexos, de 1983, "Dona" (Roque Santeiro, 1985), "A Viagem" (A Viagem, 1994), "Coração Pirata" (Rainha da Sucata, 1990) e ainda "Felicidade" e "Começo, Meio e Fim", ambas temas da novela Felicidade, de 1991.  O grupo também esteve presente na gravação original de outros três temas bastante conhecidos. O "Tema da Vitória", usado nas transmissões das corridas de Fórmula 1 da Rede Globo, imortalizado nas vitórias do piloto brasileiro Ayrton Senna, o tema do Rock in Rio, em 1985 e ainda o tema de abertura do programa Vídeo Show, da TV Globo.
Outro grande sucesso da carreira do Roupa Nova é "Whisky a Go Go", composição de Michael Sullivan e Paulo Massadas, gravada originalmente em 1984, tema de abertura da novela da Rede Globo Um sonho a mais. "Whisky a go-go" é um grande sucesso presente até os dias de hoje, tanto nos shows do grupo quanto em danceterias, clubes e festas. Algumas novelas tiveram mais de uma música do Roupa Nova em sua trilha sonora. É o caso de Um sonho a mais de 1985, que além do hit "Whisky a Go Go", tema de abertura, tinha também "Chuva de Prata" na voz de Gal Costa com participação especial do sexteto. Na novela Corpo Santo, exibida pela extinta Rede Manchete em 1987, o tema de abertura era "Um Lugar no Mundo", do Roupa Nova. Além desta canção, o grupo estava presente em "Amor Explícito" (ao lado de Simone) e "Um Sonho a Dois" (ao lado de Joanna). O feito se repetia em Felicidade, de 1991. Dessa vez, o Roupa Nova emplacaria dois grandes sucessos da sua carreira: "Felicidade", que era o tema de abertura, e "Começo, Meio e Fim", tema do casal principal Álvaro e Helena (formado por Tony Ramos e Maitê Proença). A música "Ibiza Dance", tema de abertura da novela Explode Coração, de 1995, ganhou versão remix ("Ibiza Dance Remix") que também entrou para a trilha sonora da novela e foi faixa de uma compilação extra lançada no mesmo ano.

### 2000–09: Ouro de Minas, acústico, outros álbuns e prêmios
Ainda em novelas, a canção "Amor de Índio", gravada pelo Roupa Nova em 2001, para o álbum Ouro de Minas, fez parte da trilha sonora de duas novelas da Rede Globo. A primeira em 2001, Estrela Guia, tema dos personagens de Sandy e Guilherme Fontes, e a segunda em 2007, Desejo Proibido, tema da personagem Laura, vivida por Fernanda Vasconcellos. Outra canção do Roupa Nova que acabou se tornando tema de duas novelas foi "Sensual", de 1983, que embalou as novelas Voltei pra Você, da Rede Globo, e O Direito de Nascer, na época exibida pelo SBT. Em 2001, o grupo lançou o álbum Ouro de Minas composto por 12 canções de compositores mineiros, entre eles Milton Nascimento, Beto Guedes, Flávio Venturini, Lô Borges, Samuel Rosa e João Bosco, contando com a participação especial das cantoras Ivete Sangalo, Zélia Duncan, Elba Ramalho, Sandra de Sá e Luciana Mello. Com este disco, o Roupa Nova foi o vencedor do Prêmio Caras de Música em 2002 na categoria de melhor grupo popular, concorrendo com Araketu e Art Popular.
Em 2004, a banda lança seu primeiro DVD, RoupAcústico, o qual veio a ser um grande sucesso de público e crítica e teve continuação com RoupaAcústico 2, que em menos de uma semana vendeu mais de 70.000 cópias. Os dois lançamentos acústicos do Roupa Nova ajudaram a renovar o público da banda. Se tornou comum e frequente a presença de um público formado por adolescentes e jovens nos shows do grupo. O Roupa Nova se tornou presença constante em programas de auditório como o Programa Raul Gil, Discoteca do Chacrinha, Perdidos na Noite, Programa Hebe e Domingão do Faustão, entre outros. Durante a sua carreira, o Roupa Nova fez parcerias com os grandes nomes da música brasileira e artistas internacionais, como The Commodores, com quem gravou a canção "Esse tal de repi enroll", tema da novela Meu Bem, Meu Mal, de 1990, David Gates (ex-vocalista do Bread), com quem gravou "De Ninguém" para o álbum Através dos Tempos, lançado em 1997, e a canção "Volte Neste Natal", para o álbum Natal Todo Dia, lançado em 2007, e a banda Ben's Brother, que participou da faixa "Reacender", do álbum Roupa Nova em Londres, lançado em 2009.
O Roupa Nova também fez parcerias com Roberto Carlos, Ivete Sangalo, Rita Lee, Amelinha, Sandra de Sá, Tavito, Zélia Duncan, Fagner, Steve Hackett, David Coverdale, Fafá de Belém, Lulu Santos, Leandro e Leonardo, Daniel, Ney Matogrosso, Luciana Mello, Marjorie Estiano, Pedro Camargo Mariano, Cláudia Leitte, Elba Ramalho, Ed Motta,Chitãozinho e Xororó, José Augusto, Hangar, Byafra, Tony Garrido, Padre Marcelo Rossi, Simone, Joanna, Milton Nascimento, Beto Guedes, Alex Cohen, Sá e Guarabyra, Angélica e Gal Costa, entre outros. Os grandes incentivadores da carreira do Roupa Nova são Mariozinho Rocha, diretor musical da Rede Globo, o responsável pelo nome da banda, o maestro Eduardo Souto Neto, com quem o Roupa Nova gravou o "Tema da Vitória", e o cantor e compositor Milton Nascimento que homenageou a banda com a canção "Nos bailes da vida".
Os integrantes do grupo são músicos requisitados nos estúdios e foram responsáveis por muitas gravações, para vários cantores e bandas, dos mais variados gêneros, principalmente durante a década de 1980, quando o pop rock brasileiro ganhou destaque. Vários artistas famosos também já regravaram canções compostas pelos integrantes do Roupa Nova, como é o caso de Sandy e Júnior com a canção "A lenda", a dupla sertaneja Rick e Renner com as canções "A Força do amor" e "De volta pro futuro", o cantor Eduardo Costa, com "Linda Demais", "Meu Universo É você" e "Volta pra mim", a dupla sertaneja Victor & Léo com "Retratos rasgados", a banda KLB e o cantor Nando Reis com "Whisky a go go" e a dupla Marcos e Belutti com "Os Corações não São Iguais". Em junho de 2005, o Roupa Nova foi o vencedor do Prêmio TIM de Música na categoria Canção Popular, recebendo dois prêmios: o de melhor disco com RoupAcústico, disputando com Beleza Roubada, de Dulce Quental, e Outros Planos, da banda 14 Bis, e o prêmio de melhor grupo, disputando com Red e 14 Bis. Em 2007, a banda recebe novamente o Prêmio TIM de Música, desta vez na categoria Canção Popular como melhor grupo com o álbum RoupAcústico 2, concorrendo com o grupo The Originals. No mesmo ano, o grupo foi um dos convidados especiais de Roberto Carlos no programa Roberto Carlos Especial, exibido pela Rede Globo, com o qual cantaram as canções "Se Você Pensa", "Whisky a Go Go" e "A Paz", sendo que esta última contou também com a participação especial do coral Canarinhos de Petrópolis.
Em 2008, a banda viajou para Londres para gravar o álbum Roupa Nova em Londres, lançado em 2009. Idealizado por Ricardo Feghali, o álbum foi gravado no famoso Abbey Road Studios, famoso por ser o estúdio utilizado pelos Beatles em suas gravações. Neste álbum, a banda presta uma homenagem aos Beatles com uma versão da música "She's Leaving Home". O álbum contou ainda com a participação especial da banda inglesa Ben's Brother na canção "Reacender". Também em 2009, a banda recebeu um dos mais importantes prêmios da música mundial, o Grammy Latino, na Categoria Melhor Álbum de Pop Contemporâneo Brasileiro, desta vez concorrendo com Ivete Sangalo, Jota Quest, Skank e Rita Lee.

### 2010–presente: Comemorações de 30 e 40 anos de carreira
Nos dias 2 e 3 de julho de 2010, foi gravado o quarto DVD da carreira, um projeto em comemoração aos 30 anos de carreira com participações de Sandy, Milton Nascimento, Fresno e o Padre Fábio de Melo. O álbum foi lançado em outubro de 2010. Com o CD e DVD Roupa Nova 30 Anos ao Vivo, o grupo recebeu discos de ouro e platina, além do prêmio de melhor grupo popular no 22º Prêmio da Música Brasileira. Em 2012, a banda lançou seu quinto DVD, gravado em formato acústico a bordo de um transatlântico, intitulado Cruzeiro Roupa Nova, que além de canções inéditas e versões de sucessos internacionais, trouxe também canções já conhecidas de discos anteriores da banda, como "Frisson", "Tudo Desarrumado", "Não Dá", "Luz do Teu Caminho" e "Terra do Amor". Em 2013, o grupo autorizou o lançamento de sua primeira biografia, intitulada Tudo de Novo - Biografia Oficial do Roupa Nova. O livro, de autoria da jornalista Vanessa Oliveira, foi publicado pelo selo Best Seller, do Grupo Editorial Record. Também em 2013, a banda lançou um projeto comemorativo pelos 33 anos de carreira, o box Roupa Nova Music, que reúne os cinco DVDs lançados pela banda e ainda um EP com seis canções inéditas. Em 2014, a banda gravou a canção inédita "Depende", junto com a dupla Zezé Di Camargo e Luciano. A parceria resultou numa série de shows pelo Brasil. Em 2015, a banda foi convidada para participar do álbum Acústico Tão Feliz, da dupla Marcos & Belutti, com os quais dividiram os vocais e tocaram na canção inédita "Mar de Lágrimas".
Em 2016, a banda lança o álbum Todo Amor do Mundo, com roteiro do baixista Nando, composto por 19 canções e narrativas intercaladas, entre elas, a regravação de "É Tempo de Amar", sucesso também na voz de Roberto Carlos, em 1967, e que foi escolhida como música de trabalho do novo disco, que contou ainda com as participações de Tico Santa Cruz, da banda Detonautas Roque Clube, Alexandre Pires, Ed Motta e Angélica, além de Twigg, filha do vocalista Paulinho, e Carol Feghali, filha do tecladista Ricardo Feghali. O projeto reuniu também um livro de fotos e uma adaptação para os palcos. Para o projeto Todo Amor do Mundo, o Roupa Nova contou com a colaboração de versionistas renomados como Humberto Gessinger, dos Engenheiros do Hawaii, Guilherme Arantes, Nelson Motta, Paulinho Moska, Ronaldo Bastos e Paulo Massadas que escreveram versões de canções internacionais que foram sucesso nos anos 60 e 70 com artistas como B. J. Thomas, The Guess Who, Marvin Gaye, The Beach Boys e Marmalade. O DVD Todo Amor do Mundo, foi lançado no começo de 2016 . Ainda em 2016, a banda é convidada para participar do álbum De Volta pro Amanhã, da banda Sorriso Maroto, com o qual gravam a canção inédita "Adeus". Neste mesmo ano, a canção Whisky a Go Go é destaque na trilha sonora do filme Tamo Junto, de Matheus Souza, comédia estrelada por Sophie Charlotte, Fábio Porchat e Fernanda Souza, entre outros.
No início de 2017, a banda Roupa Nova comemora mais uma conquista. Com o DVD Todo Amor do Mundo, a banda é premiada com mais um disco de ouro na carreira, em plena era digital e enfrentando os desafios do mercado devido à pirataria. Em maio de 2017, o grupo divide o palco do programa Música Boa Ao Vivo, do canal Multishow, com a dupla Marcos & Belutti e o grupo Sorriso Maroto, cantando hits como Mar de Lágrimas, Guerra Fria, É Tempo de Amar, Clarear, A Viagem, Linda Demais, Sonhando Com Os Pés No Chão e Whisky à Go Go. No programa, o Roupa Nova mostrou a sua veia rock 'n roll tocando clássicos das bandas Queen, Nirvana e Guns N Roses e ainda fez um dueto inusitado com a apresentadora e cantora Anitta na clássica canção Dona. Ao lado de astros da MPB como Oswaldo Montenegro, Fábio Júnior e Toquinho, o Roupa Nova é um dos convidados especiais do álbum Duetos da cantora Jane Duboc, com lançamento em 2017. Ainda em 2017, a banda é convidada para participar do álbum comemorativo dos 40 anos da banda A Cor do Som, produzido por Ricardo Feghali, dividindo os vocais e instrumentos na canção Alto Astral. No mesmo ano, a canção Linda Demais do Roupa Nova está na trilha sonora do filme "Bingo - O Rei das Manhãs", do diretor Daniel Rezende, estrelado por Vladimir Brichta. No 39º ano de carreira, o grupo já havia vendido mais de 20 milhões de discos.
Em 2018, é lançado o álbum As Novas do Roupa, que conta com 12 músicas inéditas. Surpreendendo mais uma vez o público, o álbum ainda traz participações especiais como a da mexicana Maite Perroni, em “Destino O Casualidad (Destino Ou Acaso)”, e do cantor Luan Santana, no reggae “Amor Sob Medida”. As canções que dão start ao novo projeto são Queda de Braço, Luzes de Emergência, Seja Bem Vindo (O Amor) e Alma Brasileira, todas elas de novos e jovens compositores. Em 2019, o Roupa Nova lança os clipes das canções Seja Bem Vindo (O Amor), e também Destino O Casualidad (Destino Ou Acaso), em parceria com a cantora mexicana Maite Perroni, que rapidamente ultrapassaram mais de um milhão de visualizações no YouTube, além do clipe de Amor Sob Medida, onde o vocalista Paulinho divide os vocais com Luan Santana em uma parceria inédita.[carece de fontes?] Rumo às comemorações dos 40 anos de sucesso, ainda no ano de 2019 o Roupa Nova presenteia os fãs com o single Noites Traiçoeiras, lançado em todas as plataformas digitais em 20 de dezembro de 2019, com direito a um videoclipe gravado com imagens captadas em um cenário 3D que mergulhou a banda em um céu estrelado e pôde passar toda a emoção da canção. Nesta mesma época, a banda lança o videoclipe da canção Natal Todo Dia, sucesso do álbum homônimo lançado pelo Roupa Nova em 2007 que agora ganha versão em vídeo.

### 2020–presente: Morte de Paulinho e entrada de Fábio Nestares

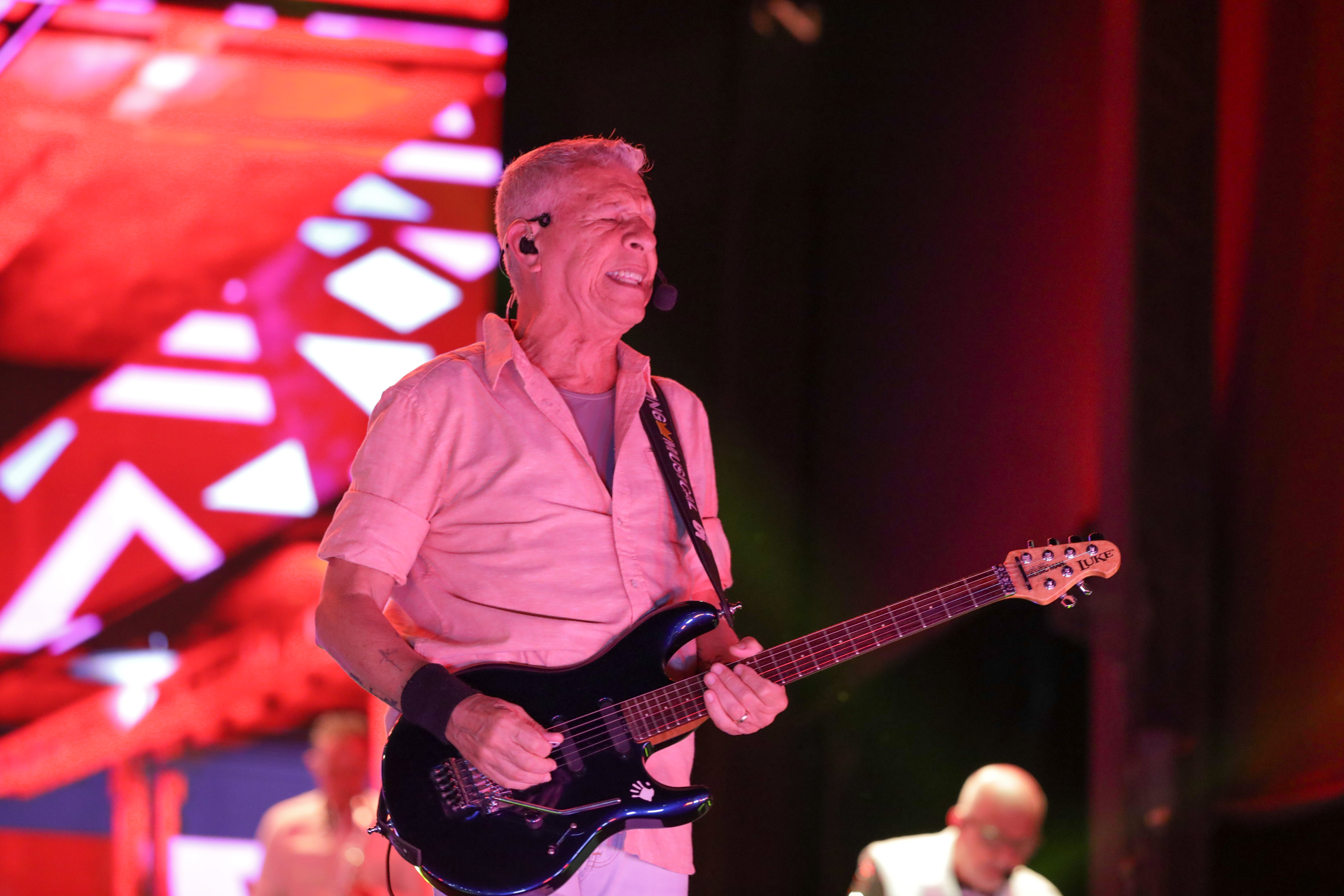
Kiko tocando com o grupo na festa da virada na Esplanada dos Ministérios (2024)

Em comemoração ao dia dos namorados, no dia 12 de junho, o Roupa Nova se junta ao cantor Daniel para uma live beneficente com mais de três horas de duração transmitida ao vivo pelas redes de ambos os artistas, intitulada A Força do Amor, título de um dos principais sucessos do Roupa Nova (de autoria de Cleberson Horsth e Ronaldo Bastos), mesclando clássicos dos seus repertórios e duetos inéditos durante a apresentação. Durante a live, os artistas anunciaram que o projeto A Força do Amor iria culminar em uma turnê com vários shows pelo Brasil.

No mês seguinte, o Roupa Nova apresenta mais um projeto em formato inovador: uma Live Drive-In Show, se adaptando às restrições impostas pela pandemia do coronavírus, onde os fãs puderam acompanhar o show da banda de dentro dos seus veículos, que também foi transmitido diretamente do Espaço Hall, no Rio de Janeiro, pelo canal oficial da banda na internet. Em quase três horas de show, o Roupa Nova tocou os principais hits da carreira, apresentou novas canções como Alma Brasileira, Amor Sob Medida, interagindo com Luan Santana pelo telão, e uma nova versão de Seu Jeito e Meu Jeito que foi gravada originalmente pelo grupo no álbum Luz, de 1988, além de render homenagens às grandes bandas do rock mundial como The Beatles, Kiss, Creedence Clearwater Revival, Queen, Guns 'N Roses, Pink Floyd, Nirvana, Rolling Stones e Bee Gees.

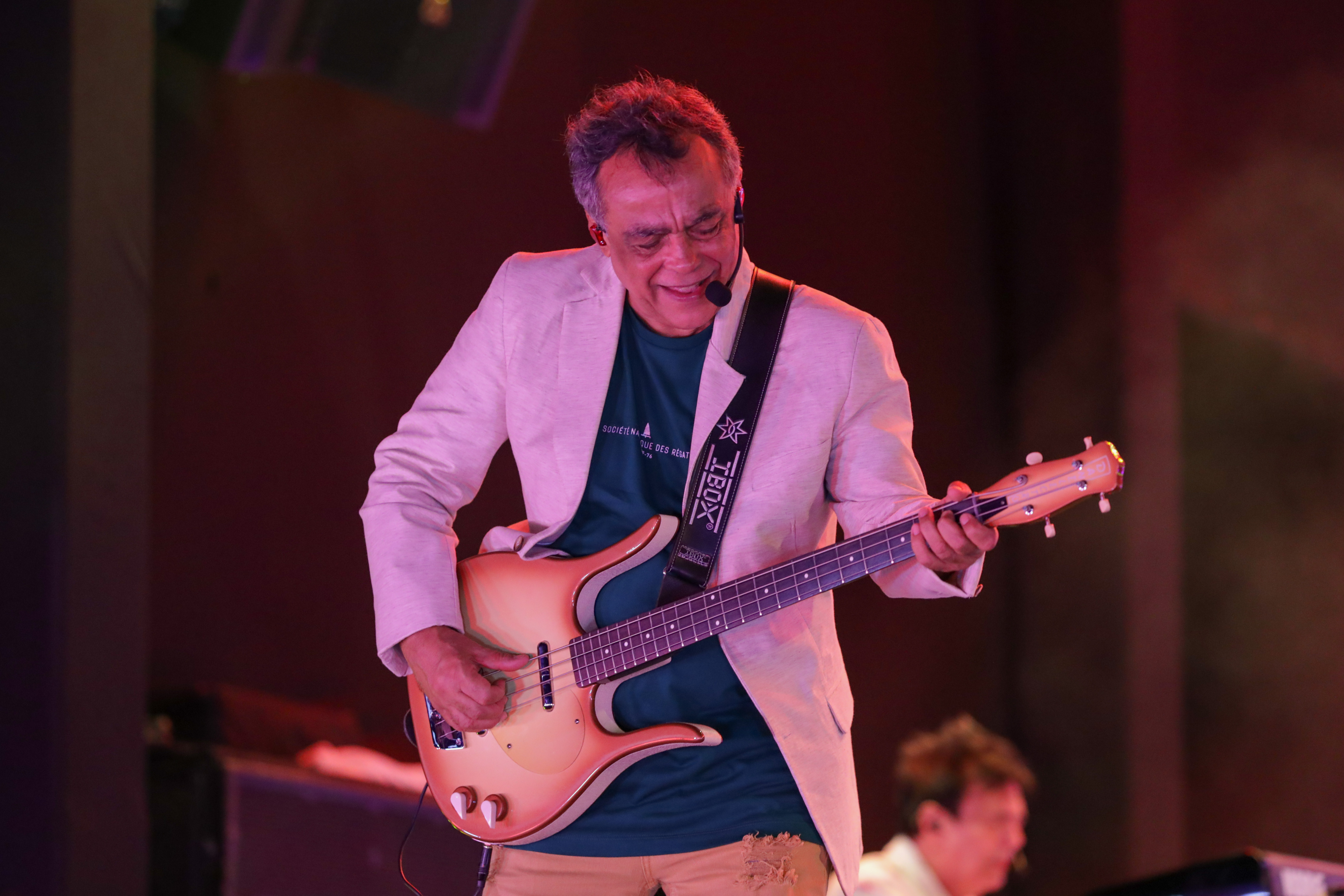
Nando com o Roupa Nova na festa da virada na Esplanada dos Ministérios (2024)

Em agosto de 2020, chega em todas as plataformas digitais o single Seu Jeito, Meu Jeito, dueto do Roupa Nova com o cantor Daniel. A canção que faz parte da discografia do Roupa Nova, do álbum Luz, de 1988, é uma composição de Nando, que divide os vocais com Daniel nessa releitura, e Ricardo Feghali, ambos do Roupa Nova.

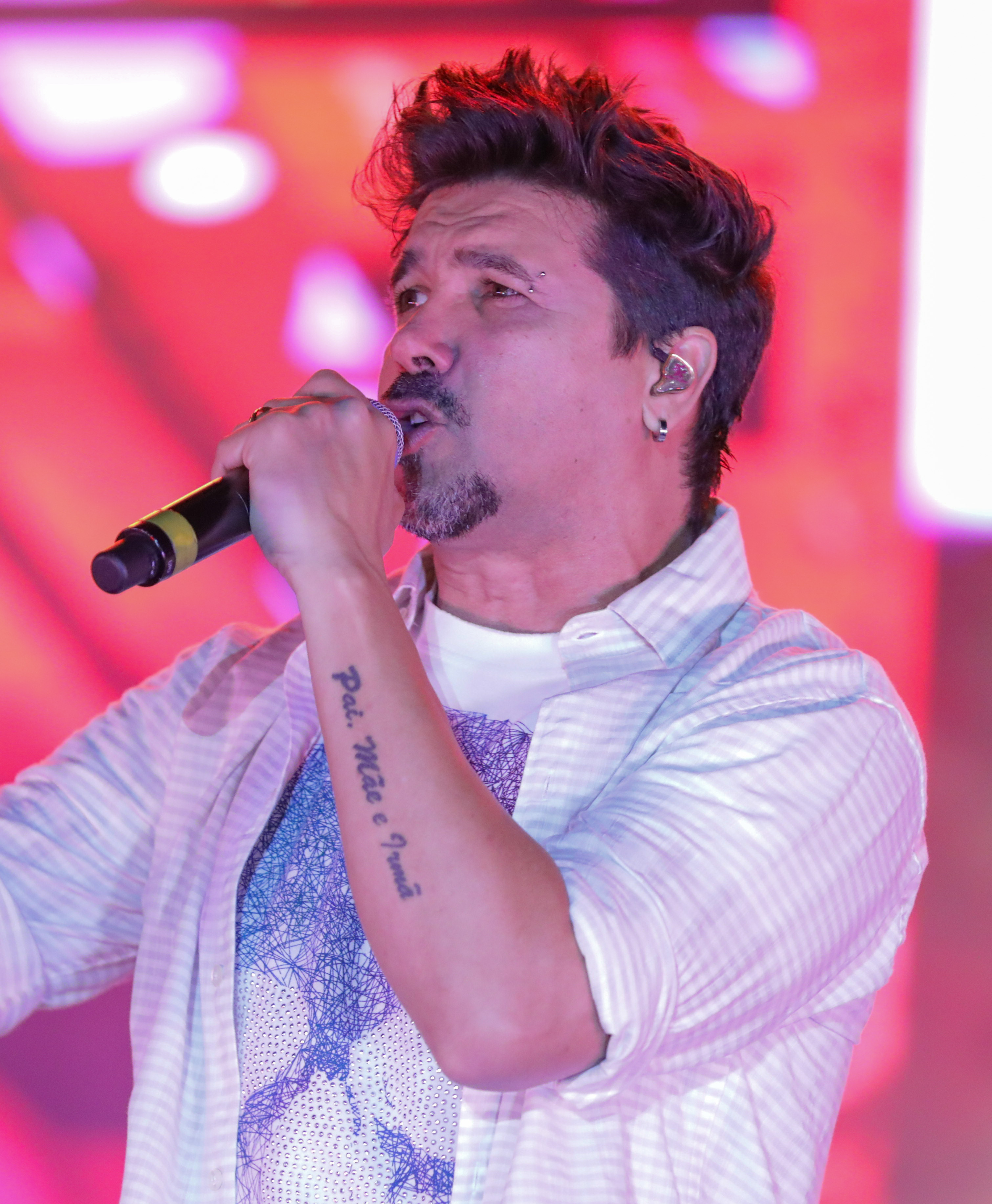
Fábio Nestares, substituto de Paulinho, se apresentando com o Roupa Nova na virada de ano de 2024.

Por conta das restrições impostas pela pandemia do novo coronavírus, a banda cancelou a gravação do DVD em comemoração aos 40 anos de carreira, marcado inicialmente para junho daquele ano. Em 14 de dezembro de 2020, o Roupa Nova sofreria um duro baque: a morte do vocalista Paulinho por complicações da COVID-19.
Após o falecimento de Paulinho, os demais integrantes da banda fizeram reuniões a fim de definir o futuro do grupo e ficou definido que Fábio Nestares, que desde 2015 substituía Paulinho eventualmente em alguns shows de turnê, seria o novo integrante do Roupa Nova, tendo como funções a percussão e a voz principal em algumas músicas. A decisão foi tomada baseada no alcance vocal parecido com o de Paulinho e também pelo fato de Fábio já ter feito apresentações com a banda. Assim sendo, Nestares deixou as bandas nas quais era o vocalista principal (Mr. Phoenix e Rádio Taxi), passando a integrar oficialmente o Roupa Nova em junho de 2021. Em dezembro de 2021, o conjunto lançou o EP Noite Feliz, sendo este o primeiro trabalho com o novo vocalista Fábio Nestares.
Em junho de 2022, o grupo realizou na Jeunesse Arena, no Rio de Janeiro, a gravação do DVD em comemoração aos 40 anos de carreira. Além de Daniel, com quem o Roupa Nova realizou a turnê A Força do Amor no mesmo ano, o projeto contou ainda com as participações especiais de Anavitória, Melim, Marcos & Belutti e Tiago Abravanel, além de uma homenagem ao antigo vocalista Paulinho, falecido em 2020.

## Integrantes

### Formação atual
- Serginho Herval: bateria, voz principal, vocal de apoio, percussão e violão (1980–presente)
- Nando: baixo, vocal de apoio, voz principal ocasional e baixolão (1980–presente)
- Kiko: guitarra, vocal de apoio e violão (1980–presente)
- Ricardo Feghali: teclado, piano, guitarra rítmica, violão, vocal de apoio, voz principal ocasional e baixo (1980–presente)
- Cleberson Horsth: piano, teclado e vocal de apoio (1980–presente)
- Fábio Nestares: voz principal, vocal de apoio, percussão (2021–presente; músico substituto 2015–2021) e violão (2022–presente)

### Antigos integrantes
- Paulinho: voz principal, vocal de apoio e percussão (1980–2020; até a sua morte)

### Músicos de turnê atuais
- Zé Canuto: sax, flauta e vocal de apoio (2015–presente)

### Antigos músicos de turnê
- Milton Guedes: sax, flauta e gaita (2004–2007)
- Mila Schiavo: percussão (2004–2007)
- Stanley Netto: sax, flauta e gaita (2006–2014)
- Daniel Musy: sax e flauta (2006–2015)

### Músicos substitutos
- Lui Melo: baixo e vocal de apoio (substitui Nando em alguns shows) (2009, 2014–2017, 2021–presente)
- Maurício Gasperini: voz principal (substituiu Paulinho em alguns shows) (2009)
- Felipe Melanio: guitarra (substituiu Kiko por alguns meses) (2018)
- Thiago Feghali: bateria (substituiu Serginho Herval em alguns shows) (2019, 2024, 2025)
- Bruno Bonatto: voz principal, vocal de apoio e violão (substituiu Serginho Herval em alguns shows) (2019, 2024, 2025)
- Marcelo Horsth: guitarra (substituiu Kiko em alguns shows) (2023–2024)

## Discografia

### Álbuns de estúdio
- (1981) Roupa Nova
- (1982) Roupa Nova
- (1983) Roupa Nova
- (1984) Roupa Nova
- (1985) Roupa Nova
- (1987) Herança
- (1988) Luz
- (1990) Frente & Versos
- (1992) The Best en Español
- (1993) De Volta ao Começo
- (1994) Vida Vida
- (1996) 6/1
- (1997) Através dos Tempos
- (1999) Agora Sim
- (2001) Ouro de Minas
- (2007) Natal Todo Dia
- (2009) Roupa Nova em Londres
- (2015) Todo Amor do Mundo
- (2019) As Novas do Roupa[137]

### Álbuns ao vivo
- (1991) Roupa Nova ao Vivo
- (2004) RoupAcústico
- (2006) RoupAcústico 2
- (2010) Roupa Nova 30 Anos
- (2012) Cruzeiro Roupa Nova
- (2023) Roupa Nova 40 Anos

### Álbuns de compilação
- (1989) O Melhor de Roupa Nova
- (1993) Minha História
- (1995) Novela Hits
- (1997) O Melhor de Roupa Nova
- (1998) Millennium: Roupa Nova
- (1998) Obras Primas
- (1999) Focus - O Essencial de Roupa Nova
- (2001) Sem Limites: Roupa Nova
- (2002) Gold: Roupa Nova
- (2003) Série Romântico: Roupa Nova
- (2004) Novo Millennium: Roupa Nova
- (2005) Perfil: Roupa Nova
- (2005) Maxximum: Roupa Nova
- (2006) A Arte de Roupa Nova

### EPs
- (2008) 4U (For You)
- (2013) Roupa Nova Music[138]
- (2018) As Novas do Roupa[139]
- (2021) Noite Feliz

### DVDs
- (2004) RoupAcústico
- (2006) RoupAcústico 2
- (2009) Roupa Nova em Londres
- (2010) Roupa Nova 30 Anos
- (2012) Cruzeiro Roupa Nova
- (2016) Todo Amor do Mundo
- (2023) Roupa Nova 40 Anos

## Produções em trabalhos de outros artistas
Ricardo Feghali e Cleberson Horsth atuaram como produtores na maioria dos álbuns da cantora gospel Aline Barros. A parceria iniciou-se em 1995 com o CD Sem Limites, que foi sucesso de público e crítica, levando Aline a tocar nas principais rádios seculares e emissoras do país. A parceria se manteve em 1998, com o lançamento de Voz do Coração, em 2000, com O Poder do Teu Amor e em 2003, com o multipremiado Fruto de Amor. Este último conquistou o "Oscar" da música, o Grammy Latino de Melhor Álbum de Música Cristã em 2004 Aline foi a primeira cantora evangélica brasileira a conquistar o prêmio, feito este repetido outras duas vezes, em CDs de outros produtores. Essa parceria se repetiu em 2011, no CD "Extraordinário Amor de Deus", que novamente foi laureado com um Grammy de melhor álbum de música cristã em Língua Portuguesa. Ricardo e Cleberson produziram ainda os dois primeiros CDs do conhecido cantor gospel Kléber Lucas.
Como músicos convidados ou arranjadores, os integrantes do Roupa Nova estão presentes nas gravações originais de inúmeros álbuns de artistas brasileiros consagrados, dos mais variados gêneros, desde o início da década de 1980 como: Roberto Carlos, Erasmo Carlos, Rita Lee, Cláudia Telles, Milton Nascimento, Simone, Joanna, José Augusto, Guilherme Arantes, Kid Abelha, Blitz, Moraes Moreira, Nana Caymmi, Marina Lima, Os Vips, Elizângela, Gilberto Gil, Caetano Veloso, Zezé Di Camargo e Luciano, Daniel, Leandro e Leonardo, Marcos e Belutti, Fat Family, Tavito, Gal Costa, Steve Hackett, Celso Adolfo, MPB4, Aline Barros, Angélica, Fafá de Belém, Michael Sullivan, Xuxa Meneghel, César Camargo Mariano, Sandra Pêra, Dalto, Wando, Elba Ramalho, Fagner, Olívia Hime, Ronnie Von, Zizi Possi, Eduardo Dussek, Trem da Alegria, Pery Ribeiro, Selma Reis, Sandy e Júnior, Luan e Vanessa, Byafra, Netinho, Alex Góes, Padre Fábio de Melo, Ney Matogrosso, Padre Marcelo Rossi, Maria Bethânia, Sandra de Sá, Elis Regina, Guilherme e Santiago, Hangar, Marília Gabriela, Fábio Júnior, Belo, Marlon e Maicon, Cleiton & Camargo, Gian & Giovani, Beto Guedes, Tunai, Francis Hime, Ronaldo Bastos, João Penca e Seus Miquinhos Amestrados, Ângela Ro Ro, Luiz Guedes e Thomas Roth e Os Paralamas do Sucesso Em 2016, Ricardo Feghali produziu o álbum comemorativo dos 40 anos de carreira da consagrada banda A Cor do Som.